# Joseph Houssa
Joseph Houssa (Hotton, 12 april 1930 - Verviers, 20 oktober 2019) was een Belgisch senator en lid van het Waals Parlement. 

## Levensloop
Houssa groeide op in een familie van landbouwers. In 1950 vertrok hij naar Belgisch-Congo om er te werken als uitbater en vervolgens directeur van een koelkastproducent. Na de onafhankelijkheid van Congo in 1960 keerde hij noodgedwongen terug naar België en vestigde hij zich als verzekeringsmakelaar in Nivezé. Daar leidde hij tussen 1964 en 1990   de Société Nivezé Prévoyance en de Caisse rurale de Nivezé-Spa.
Hij engageerde zich tevens in de politiek en werd actief binnen de liberale partijen PLP, PRL en MR. In oktober 1976 werd hij verkozen tot gemeenteraadslid van Spa, waar hij algauw een zekere populariteit uitbouwde. Na de gemeenteraadsverkiezingen van oktober 1982 werd Houssa burgemeester van de stad. In die functie droeg hij bij aan de heropleving van de toeristische sector in de stad en wist hij nieuwe industriële economische activiteiten aan te trekken. Houssa vervulde in totaal zes termijnen als burgemeester, tot hij zich in december 2018 op 88-jarige leeftijd terugtrok uit de actieve politiek.
Daarnaast was Houssa van 1977 tot 1981 provincieraadslid van Luik. Van januari 1988 tot mei 1995 zetelde hij als rechtstreeks gekozen senator voor het arrondissement Verviers in de Senaat, waardoor hij van rechtswege eveneens in de Waalse Gewestraad en de Raad van de Franse Gemeenschap zetelde. In mei 1995 werd hij voor hetzelfde arrondissement verkozen in het eerste rechtstreeks gekozen Waals Parlement en in het Parlement van de Franse Gemeenschap. Hij zetelde tot in juni 1999 en stelde zich toen niet meer kandidaat om zich voluit te kunnen concentreren op het burgemeesterschap. 
Houssa overleed in oktober 2019. Hij werd 89 jaar.